# Riarrangiamento di Meyer-Schuster
Il riarrangiamento di Meyer-Schuster è una reazione chimica descritta come un riarrangiamento acido-catalizzato di alcoli propargilici secondari e terziari in chetoni α, β-insaturi se il gruppo alchino è interno e in aldeidi α, β-insature se il gruppo alchino è terminale. Alcune review sono state pubblicate da diversi autori, tra cui Swaminathan e Narayan, Vartanyan e Banbanyan, ed Engel e Dudley, l'ultima delle quali descrive anche i modi per favorire il riarrangiamento di Meyer-Schuster su altre reazioni disponibili per gli alcoli propargilici.

## Meccanismo
Il meccanismo di reazione inizia con la protonazione dell'alcol, che dà luogo ad una reazione di eliminazione E1 per formare l'allene dall'alchino. L'attacco di una molecola d'acqua sul carbocatione formatosi e la deprotonazione sono seguiti dalla tautomerizzazione per dare il composto carbonilico α,β-insaturo.
Il meccanismo di reazione è stato studiato da Edens et al. Hanno così scoperto che era caratterizzato da tre fasi principali: (1) la rapida protonazione dell'ossigeno, (2) il rate determining step comprendente lo spostamento 1,3 del gruppo idrossi- protonato e (3) la tautomeria cheto-enolica, seguita da rapida deprotonazione.
In uno studio sullo step cinetico limitante della reazione di Meyer-Schuster, Andres et al. hanno dimostrato che la driving force della reazione è la formazione irreversibile di composti carbonilici insaturi attraverso ioni al carbonio pentacoordinato. È stato anche scoperto che la reazione dipende dal solvente e possa così essere favorita. Questo aspetto è stato ulteriormente studiato da Tapia et al. che ha mostrato che l'ingabbiamento del solvente stabilizza lo stato di transizione.

## Riarrangiamento di Rupe
Se la reazione si svolge a partire da alcoli terziari contenenti un gruppo α-acetilenico, essa non produce le aldeidi attese, ma piuttosto metilchetoni α,β-insaturi tramite un intermedio eninico . Questa reazione alternativa è chiamata reazione di Rupe e compete con il riarrangiamento di Meyer-Schuster nel caso degli alcoli terziari.

## Uso di catalizzatori
Il riarrangiamento di Meyer-Schuster nei primi utilizzi della reazione impiega condizioni pesanti come l'uso di un acido forte come catalizzatore e questo porta a competizione con la reazione di Rupe se l'alcol è terziario. Condizioni più blande sono state utilizzate con successo, ad esempio, per mezzo di catalizzatori a base di metalli di transizione e acidi di Lewis (ad esempio, catalizzatori a base di Ru e Ag). Cadierno et al. hanno segnalato l'uso di radiazioni a microonde con InCl3 come catalizzatore per dare ottime rese con tempi di reazione brevi e notevole stereoselettività. Di seguito è riportato un esempio tratto dal loro articolo:

## Applicazioni
Il riarrangiamento di Meyer-Schuster è stato utilizzato in una varietà di applicazioni, dalla conversione di ω-alchinil-ω-carbinololattami in enammidi usando PTSA catalitico, alla sintesi di tioesteri α,β-insaturi a partire da alcol propargilici γ-zolfo sostituiti, al riarrangiamento di 3-alchinil-3-idrossil-1H-isoindoli in condizioni leggermente acide per dare composti carbonilici α,β-insaturi. Una delle applicazioni più interessanti è però la sintesi di una parte di paclitaxel in modo diastereomericamente selettivo che porta solo all'E-alchene.
Il passaggio mostrato sopra ha avuto una resa del 70% (91% dopo il recupero del sottoprodotto, che può venire convertito nel prodotto della reazione di Meyer-Schuster in un altro step). Gli autori hanno utilizzato il riarrangiamento di Meyer-Schuster perché volevano convertire un chetone impedito stericamente in un alchene senza danneggiare il resto della molecola.